# Expresionismul german
Expresionismul german este o variantă distinctă a puternicului curent artistic al expresionismului.

## Istoric

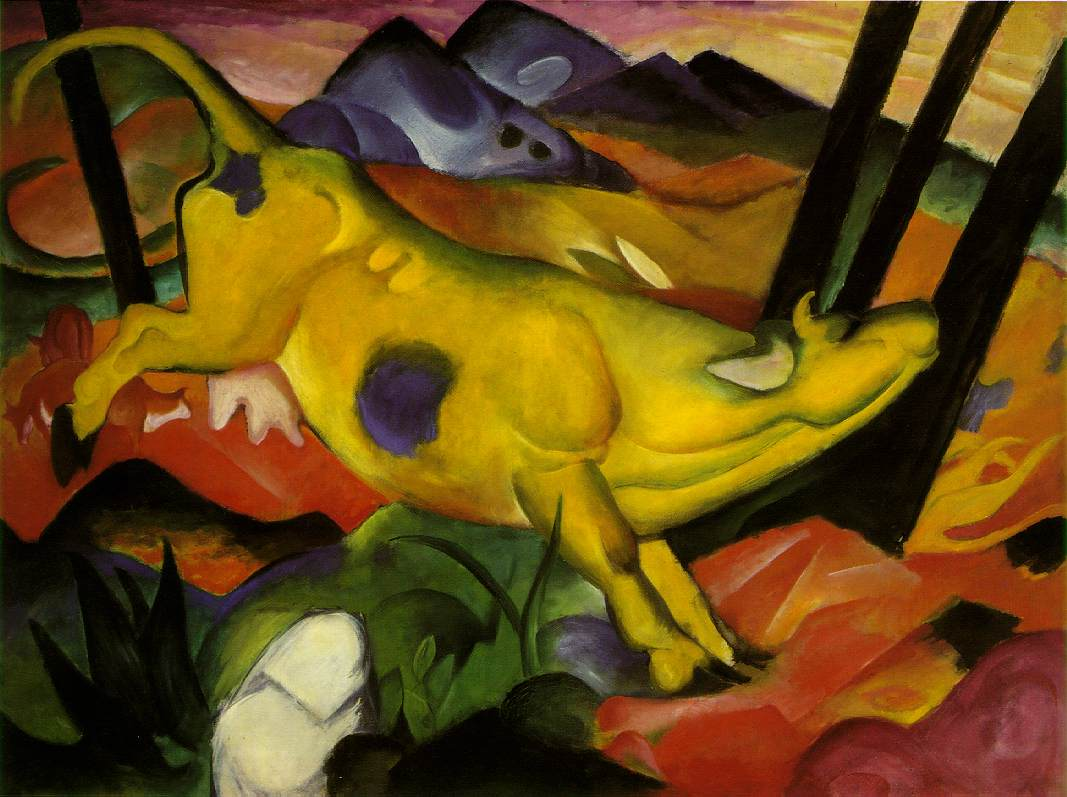
1911 – Franz Marc, Vaca galbenă (în) de Franz Marc, unul dintre cei mai influenți pictori expresioniști germani.

Expresionismul a fost un curent artistic modernist, inițial prezent în poezie și pictură, ce are ca origine  Germania la începutul secolului al XX-lea. Acest curent artistic este caracterizat de prezentarea lumii din perspectivă strict subiectivă, distorsionată intenționat, cu contururi clare și culori tari, pentru a crea momente emoționante care să transmită idei și stări de spirit.
Artiștii de origine expresionistă caută să indice înțelegerea lumii prin propria lor perspectivă sau experiență emoțională comparată cu înțelegerea "obișnuită" sau rațională a lumii materiale.